# توطن

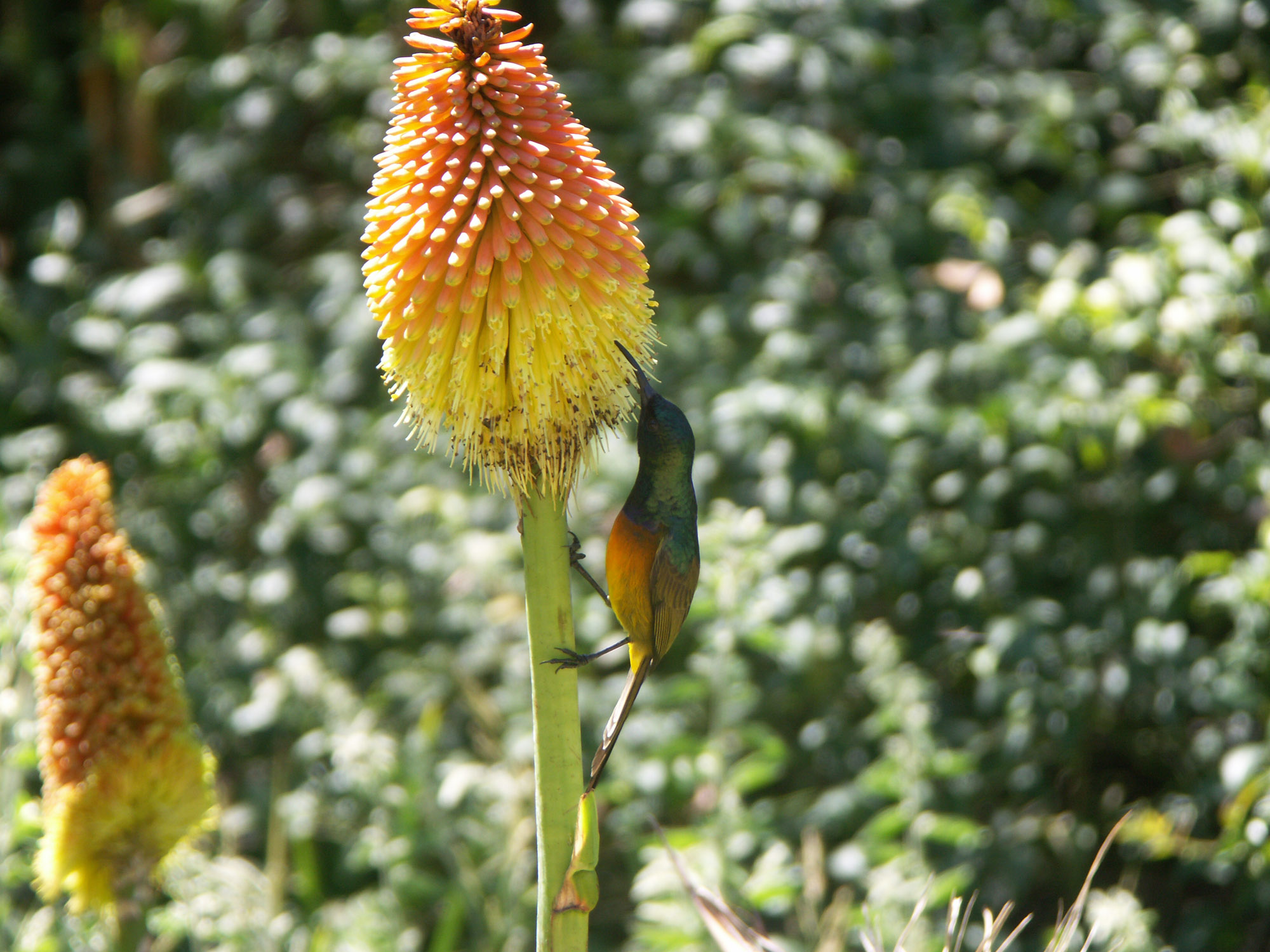
طائر تمير برتقالي الصدر يستوطن نباتات فنبوس المتواجدة في جنوب إفريقيا.

التوطن هو التواجد الطبيعي لمجموعة أحياء (حيوانية أو نباتية) بصفة حصرية في منطقة جغرافية محددة. التوطن لمكان أو منطقة يعني أنه يوجد فقط في ذلك المكان من العالم وليس في أي مكان آخر. مثلا، فصائل عديدة من الليمور متوطنة في جزيرة مدغشقر. عوامل بدنية، مناخية وحيوية يمكن أن تساهم في التوطن. مثلا، طائر تمير برتقالي الصدر متوطن للفنبوس، أي أنه يوجد فقط في نوع المنطقة النباتية للفنبوس في جنوب غرب جنوب إفريقيا.
هناك فئتان متفرعتان من التوطن هما (بالإنجليزية: paleoendemism)‏ و(بالإنجليزية: neoendemism)‏. الأول - بالوإنديميزم - يشير إلى أنواع كانت منتشرة قبلا ولكنها الآن مقتصرة على منطقة صغيرة. أما نيوإنديميزم يشير إلى أنواع ظهرت مؤخرا مثلا نوع بعد وأصبح معزول تناسليا أو آخر كون تهجين تالى ويصنف الآن كنوع منفصل. هذه عملية شائعة في النباتات خاصة تلك التي تظهر تعدداً في الكروموسومات.
نظرية أخرى، إنه توزيع كوني.
الأنواع أو الفصائل المتوطنة محتمل خاصة أن تتطور على الجزر بسبب انعزالها الجغرافي، وهذا يشمل مجموعات الجزر البعيدة مثل هاواي وجزر غالاباغوس وسقطرى. التوطن يمكن ان يحدث أيضا في المناطق المعزولة حيويا مثل مرتفعات أثيوبيا أو مسطحات مائية كبيرة كبحيرة بَيقال.
المتوطنات يمكن أن تصبح بسهولة منقرضة أو مهددة بالانقراض بسبب موطنها المحدد والتعرض لأفعال الإنسان، بما في ذلك إدخال الكائنات الجديدة. كان هناك ملايين من طائر نوء برمودا وشجر أرز برمودا - في الواقع عرعر - في برمودا عندما استوطنت في بداية القرن السابع عشر، في نهاية القرن اعتقد أن طائر النوء إنقرض. شجر الأرز خربه قرون من بناء السفن وكاد ينقرض في القرن العشرين بسبب إدخال طفيلي. واليوم طائر النوء وشجر الأرز نادران جدا، مثل الأنواع الأخرى المتوطنة أو المحلية في برمودا.
الكائنات المتوطنة ليست مثل الكائنات الأصيلة، فالكائن الأصيل في مكان يمكن أن يكون محليا في مواقع أخرى أيضا. النوع الدخيل، والمعروف أيضا بالنوع المجلوب أو المتجنس هو كائن ليس أصيلا في منطقة أو مكان معين.